# Baltasara de los Reyes
Baltasara de los Reyes, född 1798, död 1867, var en dominikansk aktivist. Hon är känd för sitt deltagande i självständighetsrörelsen för den Dominikanska republiken. 